# Ошейниковая чернеть
Оше́йниковая че́рнеть, или ко́льчатая че́рнеть (лат. Aythya collaris) — североамериканский вид из семейства утиных.

## Описание
Ошейниковая чернеть длиной от 37 до 46 см, весом от 600 до 1 200 г и имеет размах крыльев примерно 72 см. Она похожа на хохлатую чернеть, однако затылок у неё топорщится.
У самца тёмная голова с фиолетовым отблеском. Грудь, хвост и кроющие перья чёрные, брюхо белое. Клюв серый с белой полосой и белой линией вокруг основания клюва, глаза жёлтые.
Самка бурая. Клюв имеет светлую окантовку.
Существует вероятность путаницы с морской чернетью и малой морской чернетью. Однако у ошейниковой чернети спина чёрная, а не серая, что является существенным отличительным признаком к этим обоим видам.

## Распространение
Ошейниковая чернеть распространена от Аляски до Новой Шотландии. К ареалу гнездования принадлежат обе Дакоты, Миннесота, а также Мэн. Места обитания — это озёра, где она строит своё гнездо в камыше. Как перелётная птица она путешествует зимой на юг в Центральную Америку до Панамы и в Карибское море. Основной регион зимовки — это Мексиканский залив от Флориды до Юкатана.
Ошейниковая чернеть ошибочно залетают в Европу. Первое научное описание произошло в 1809 году, когда подстреленная в Великобритании утка попала в продажу на Лиденхолл-маркет в Лондоне. С тех пор, как ошейниковая чернеть расширила ареал гнездования за счёт роста численности популяции в Северной Америке, она стала частым гостем в Европе. В Великобритании несколько птиц появлялись на протяжении нескольких зим. Только в 1980 году было насчитано 35 особей. Залёты этого вида зарегистрированы также в Исландии, Португалии, Австрии и на Азорских островах.

## Образ жизни
Питание птиц преимущественно растительное. Они принимают в большом количества семена, рдест и другие болотные и береговые растения. До 20 % питания составляет животная пища. Птицы питаются личинками насекомых, моллюсками, червями и ракообразными, которых они съедают часто неумышленно вместе с растительным кормом. Выводок и молодые птицы также преимущественно питаются растениями, это необычно, так как это питание значительно беднее энергией, чем животная пища.
Гнёзда сооружаются непосредственно в водной близости и часто находятся в зоне наводнения. Яйца оливкового цвета. Первая кладка состоит обычно из 9 яиц. Вторая кладка несколько меньше и в ней обычно 7 яиц. Высиживает кладку только самка. Период инкубации составляет от 25 до 29 дней, птенцы становятся самостоятельными через 49—56 дней. Самки предпочитают возвращаться в места, где они выросли. Для самок старше одного года коэффициент возвращений составил 53 %.

## Популяция
Популяция ошейниковой чернети растёт в Соединенных Штатах. В 1950-е годы популяция оценивалась 334 000 особей. В 1990-е годы она насчитывала в среднем 923 100 особей. Рост популяции происходил с расширением области гнездования. Wetlands International оценил мировую популяцию в 2002 году 1,2 млн особей. Вид очень адаптивный и быстро осваивает также новые жизненные пространства.